# Schoenoplectus californicus
Schoenoplectus californicus, llamada junco o totora (del quechua t'utura), es una planta herbácea perenne acuática, de la familia de las ciperáceas, común en esteros y pantanos de América del Sur. Los mapuches la llamaban vathu, lo que se españolizó a batro en Chile.
Su tallo mide entre uno y tres metros, según las variedades, y tiene usos en la construcción de techos y paredes para cobertizos y ranchos, y mobiliario. Es tradicional su empleo en la construcción de embarcaciones para navegar en el lago Titicaca y en algunas playas del Perú.

## Características

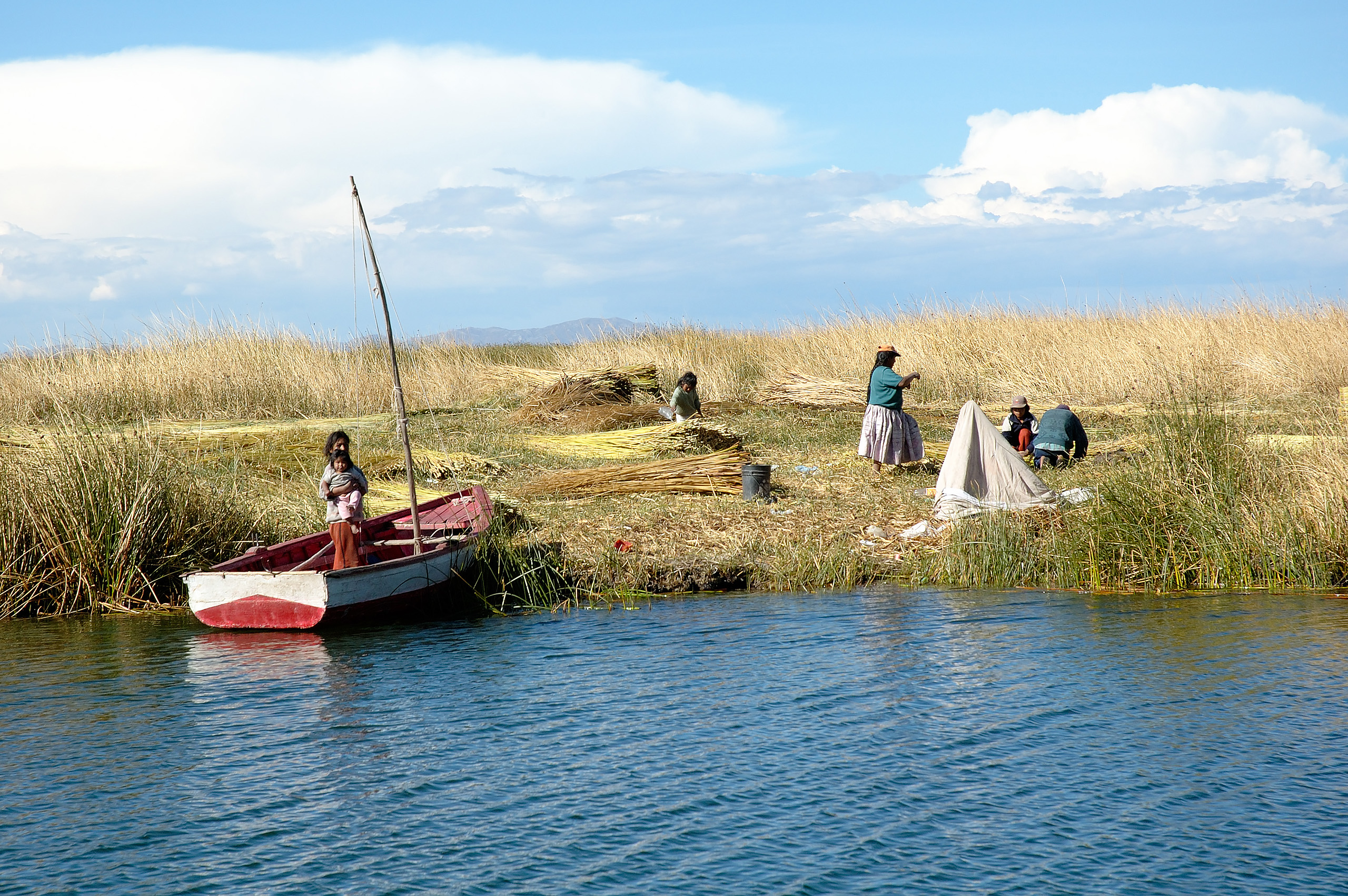
Uros cosechando totora en el lago Titicaca.

Esta es una hierba perenne, de escaso porte, fasciculada, con raíces fibrosas. El tallo es cespitoso, erecto, liso, trígono, terete (circular en la sección transversal) o acostillado, sin presentar tuberosidades en la base. Las hojas de la sección inferior presentan vainas foliares carentes de láminas; las superiores las desarrollan ocasionalmente.
La inflorescencia es un agregado simple y seudolateral de espiguillas; tiene una bráctea erecta, que semeja una continuación del tallo. Las espigüelas son hermafroditas, abundantes, sésiles, ovoides u oblongas. Presenta glumas espiraladas, caducas, ovadas, redondas en la parte posterior, con una nervadura media fuerte y una lateral inconspicua u obsoleta; la raquilla es persistente.
Las flores son hermafroditas; el perianto tiene entre 2 y 6 escamas. Los estambres son tres, y los estilos dos. Los frutos son aquenios lenticulares, biconvexos o aplanadoconvexo, lisos o transversalmente rugosos.

## Uso
En el lago Titicaca se acostumbraba construir las casas sobre balsas de hojas de esta especie y se tejían esteras para el servicio de gobernadores y caciques. Según la leyenda de Manco Cápac también se confeccionaba con ella orejeras como adorno personal.
También es sorprendente la construcción de un puente de esta especie sobre el río Desaguadero, cerca del lago Titicaca, que fue ordenado por Cápac Yupanqui para poder cruzar con su ejército; dicho puente debía repararse cada seis meses. Además de su utilidad práctica, en las provincias del Tahuantinsuyo, se empleaba para confeccionar la insignia o bastón de mando denominado «tiana», que empleaba el jefe que tenía a su cargo diez tributarios.
Esta planta de forraje es el principal insumo utilizado por los pescadores de Huanchaco y Pimentel para construir sus balsas, llamadas caballitos de totora.

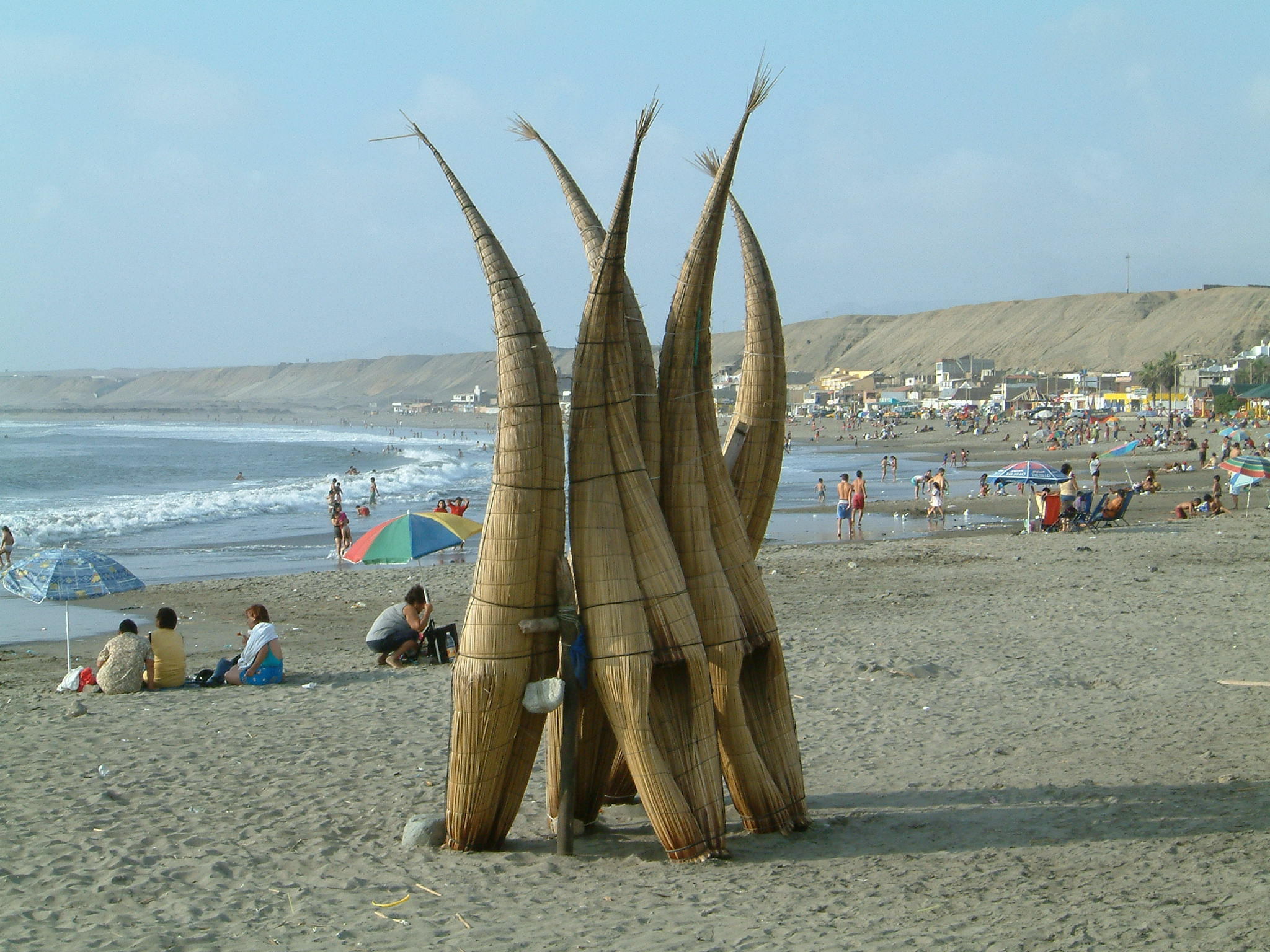
Caballitos de totora en Huanchaco.

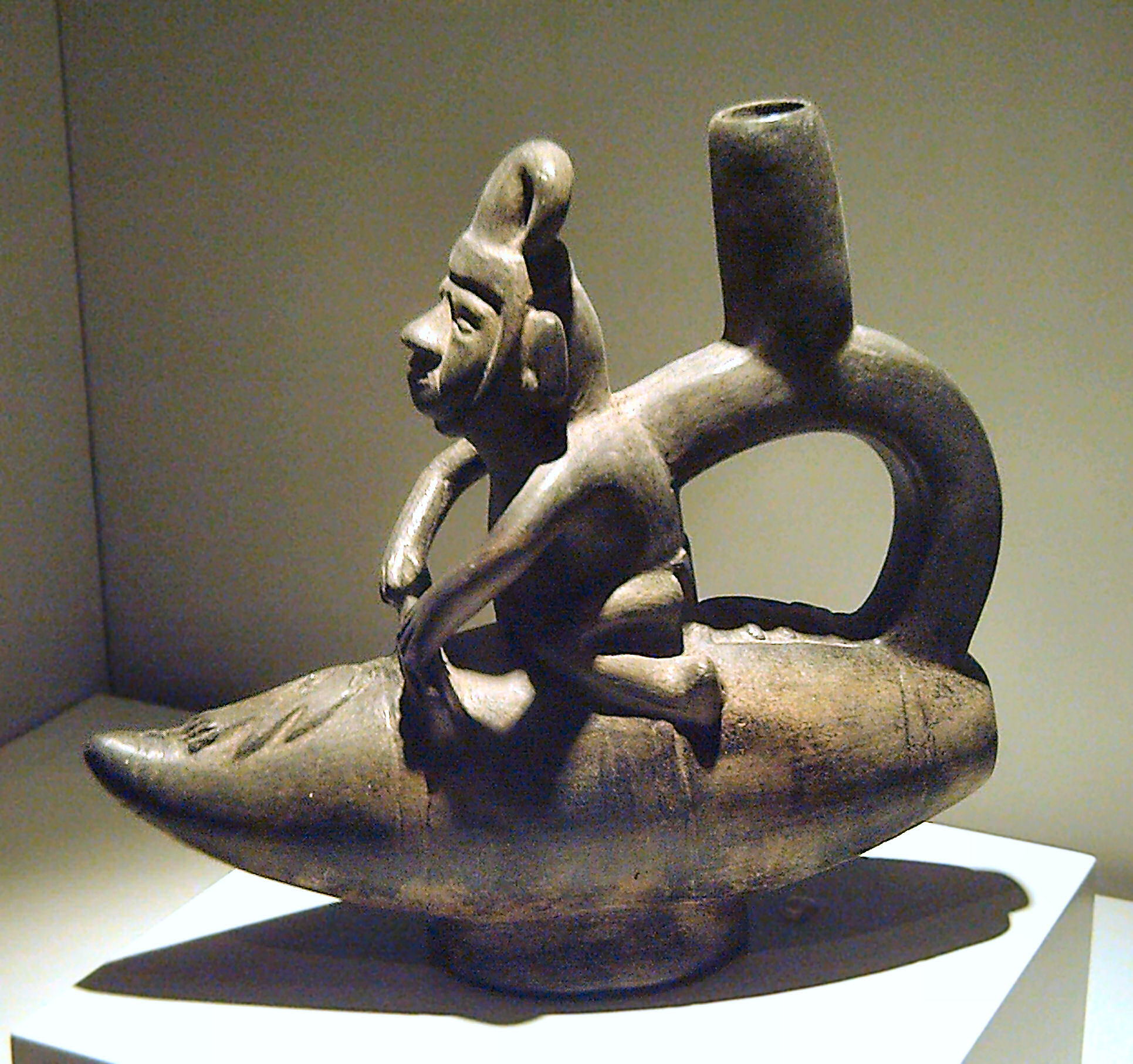
Cerámica chimú: Pescador en un caballito de totora (1100–1400 d. C.).

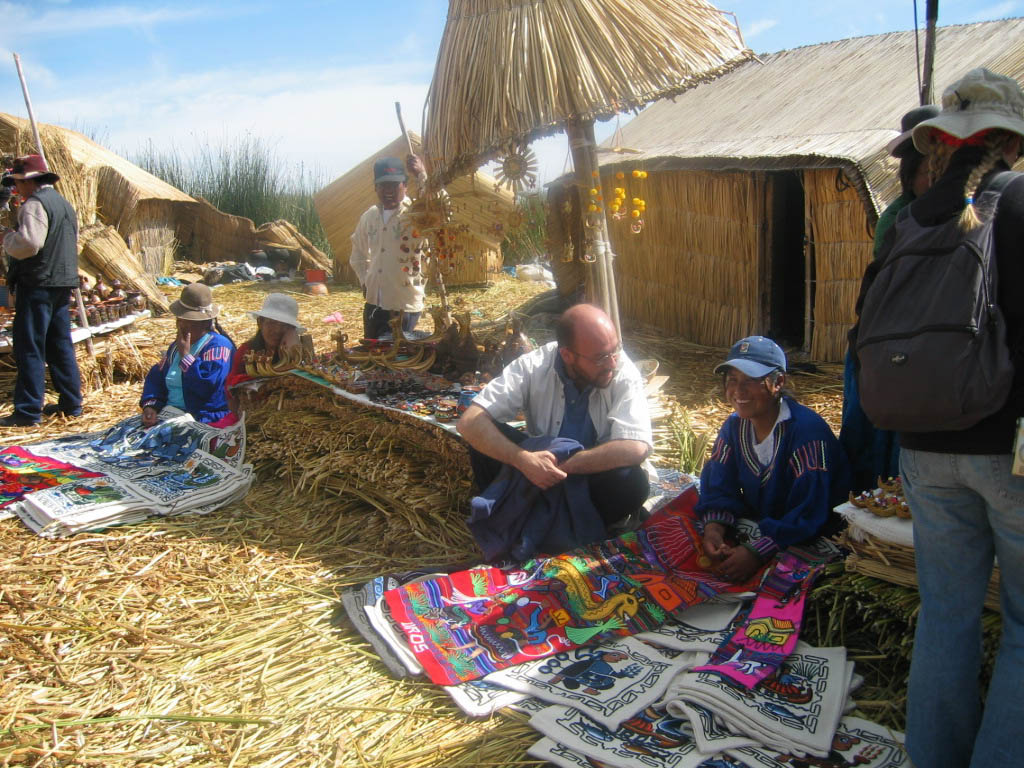
Isla de totora (uros) en Puno, Perú donde se ve que prácticamente todo está hecho a base de esta especie.

En la provincia de Corrientes, en la mesopotamia argentina, en la región de los esteros del Iberá, los pobladores de la zona la utilizan para confeccionar artesanías y particularmente el sombrero de ala ancha denominado «correntino», muy similar al típico sombrero de felpa andaluz.
Esta planta es apta para la fabricación de papel de manera artesanal.

## Sinonimia
Se listan los sinónimos aparecidos en la bibliografía científica:
- Elytrospermum californicum C.A.Mey. es un basiónimo
- Scirpus californicus (C.A.Mey.) Steud.
- Scirpus tatora  Kunth
- Scirpus californicus
- Scirpus californicus subsp. tatora  (Kunth) T.Koyama
- Scirpus californicus var. tereticulmis  (Steudel) Barros
- Scirpus riparius J.Presl & C.Presl
- Schoenoplectus tatora (Kunth) Palla, 1888[3]
- Dichromena atrosanguinea
- Malacochaete tatora
- Malacochaete assimilis
- Malacochaete chilense
- Malacochaete oligostachya
- Malacochaete riparia
- Malacochaete riparia chamissoi
- Malacochaete sanguinolenta
- Malacochaete tatora
- Schoenoplectus riparius
- Scirpus californicus spoliatus
- Scirpus californicus tereticulmis
- Scirpus chamissonis
- Scirpus decipiens
- Scirpus pseudotriquetes
- Scirpus rigidus
- Scirpus riparius
- Scirpus riparius chamissoi
- Scirpus riparius tereticulmis
- Scirpus tereticulmis